# Jean-Marie Guyau
Jean-Marie Guyau (28. října 1854, Laval, Francie - 31. března 1888, Menton) byl francouzský filozof.
Guyau se snaží o sjednocení pozitivismu a filozofie života. Jeho hlavní dílo je kniha „Náčrt morálky bez povinnosti a bez trestů“. K porozumění jeho myšlení je třeba vědět, že náboženství ve smyslu víry v druhý svět pokládá za překonané. Z náboženství pro Guyaua zbývá pouze všeobecný pohled závislosti, pociťovaný před velikostí vesmíru.
Guyau nemůže budovat na základě náboženství, ale nechce se ani přiklonit ke Kantovi, jehož morálka na nás chce působit z „inteligibilního“ světa mimo prostor a čas. Soudí, že formální kritérium není vhodným základem morálky, protože mravní povinnost zavazující k určitému jednání nelze pro jednotlivého člověka oddělovat od konkrétního obsahu daného skutku. Je možno pozorovat, že mnozí lidé se cítí k určitému jednání (např. ke krevní mstě za usmrceného příbuzného) zavázáni tak jako jiní lidé k „dobrým“ činům.
Zde se Guyau projevuje jako filozof života: nachází pramen morálky v samotném životě, v tvůrčí touze, která je přítomná ve všem živém. Guyauova vůle je více produchovnělá, méně egoistická či brutální. U Guyaua vidíme činit jeden z čestných a zoufalých pokusů najít východisko z dilematu, že lidé naléhavě potřebují všeobecně platné mravní měřítko.

## Dílo (výběr)
- Essai sur la morale littéraire. 1873.
- Première année de lecture courante. 1875.
- Morale d’Epicure. 1878.
- Morale anglaise contemporaine. 1879, dt. Die englische Ethik der Gegenwart, Leipzig: Kröner 1914
- Vers d’un philosophe, dt. Verse eines Philosophen, 1912
- Problèmes de l’esthétique contemporaine. 1884, dt. Die ästhetischen Probleme der Gegenwart, Leipzig 1912
- Esquisse d’une morale sans obligation ni sanction. 1884. dt. Sittlichkeit ohne 'Pflicht' ; Ins Deutsche übersetzt von Elisabeth Schwarz. Mit einer für die deutsche Ausgabe verfassten biografisch-kritischen Einleitung von Alfred Fouillée und bisher ungedruckten Randbemerkungen Friedrich Nietzsches, 1912
- Irréligion de l’avenir. 1886, dt. Die Irreligion der Zukunft: soziologische Studie, Leipzig 1910, engl. The Non-religion of the future, New York 1962
- Education et Heredité. Etude sociologique. Paris : Alcan, 1889,dt. Erziehung und Vererbung 1913
- La genèse de l’idée de temps, Avec une introd. par Alfred Fouillée, Paris : Alcan, 1890, dt. Die Entstehung des Zeitbegriffs, Cuxhaven [u.a.] : Traude Junghans, 1995